# Райхер, Хендрик
Хендрик Райхер (нем. Hendrik Reiher; род. 25 января 1962, Айзенхюттенштадт) — немецкий гребец, рулевой, выступавший за сборные ГДР и объединённой Германии по академической гребле в период 1981—1992 годов. Чемпион летних Олимпийских игр в Сеуле, серебряный призёр Олимпиады в Барселоне, трёхкратный чемпион мира, победитель многих регат национального и международного значения.

## Биография
Хендрик Райхер родился 25 января 1962 года в городе Айзенхюттенштадт, ГДР. В детстве серьёзно занимался спортивной гимнастикой, но затем из-за травмы перешёл в академическую греблю, став рулевым. Проходил подготовку в Потсдаме в местном спортивном клубе «Динамо» под руководством тренера Бернда Ландфойгта.
Первого серьёзного успеха на взрослом международном уровне добился в сезоне 1981 года, когда вошёл в основной состав восточногерманской национальной сборной и выступил на чемпионате мира в Мюнхене, где стал серебряным призёром в рулевых двойках, уступив в финале сборной Италии.
В 1982 году побывал на мировом первенстве в Люцерне, откуда привёз ещё одну награду серебряного достоинства, выигранную в распашных двойках — здесь его команду вновь обошёл экипаж из Италии.
На чемпионате мира 1983 года в Дуйсбурге стал серебряным призёром в восьмёрках, пропустив вперёд спортсменов из Новой Зеландии.
Рассматривался в качестве кандидата на участие в летних Олимпийских играх 1984 года в Лос-Анджелесе, однако Восточная Германия вместе с несколькими другими странами социалистического лагеря бойкотировала эти соревнования по политическим причинам. Вместо этого он выступил на альтернативной регате «Дружба-84» в Москве, где завоевал бронзовую медаль в программе парных двоек — уступил на финише командам из СССР и Чехословакии.
В 1985 году выступил на чемпионате мира в Хазевинкеле, где взял бронзу в рулевых четвёрках.
На мировом первенстве 1986 года в Ноттингеме обошёл всех соперников в зачёте рулевых четвёрок и получил золото. Год спустя на аналогичных соревнованиях в Копенгагене повторил это достижение в той же дисциплине.
Благодаря череде удачных выступлений удостоился права защищать честь страны на Олимпийских играх 1988 года в Сеуле — в составе экипажа, куда также вошли гребцы Франк Клавонн, Бернд Низекке, Бернд Айхвурцель и Карстен Шмелинг, занял первое место в программе мужских распашных четвёрок с рулевым и тем самым завоевал золотую олимпийскую медаль.
После сеульской Олимпиады Райхер остался в составе гребной команды ГДР и продолжил принимать участие в крупнейших международных регатах. Так, в 1989 году он выступил на чемпионате мира в Бледе, где занял четвёртое место в распашных четвёрках.
В 1990 году в четвёрках одержал победу на мировом первенстве в Тасмании, став таким образом трёхкратным чемпионом мира по академической гребле.
Когда ГДР и ФРГ объединились, Райхер вошёл в состав национальной сборной объединённой Германии. В частности, в 1991 году он стартовал на чемпионате мира в Вене — попасть здесь в число призёров не смог, показав на финише лишь пятый результат.
Представлял немецкую сборную и на Олимпийских играх 1992 года в Барселоне, где завоевал серебряную медаль в программе распашных рулевых четвёрок, уступив в финале команде Румынии.
За выдающиеся спортивные достижения дважды награждался орденом «За заслуги перед Отечеством» в золоте (1986, 1988). В 1993 году президентом Рихардом фон Вайцзеккером был награждён высшей спортивной наградой Германии «Серебряный лавровый лист».
Помимо занятий спортом служил в Народной полиции, позже являлся сотрудником банка Deutsche Kreditbank. Был дважды женат, есть трое детей.